# Scheich-Zayid-Moschee

Scheich-Zayid-Moschee

Die Scheich-Zayid-Moschee (arabisch مسجد الشيخ زايد Masdschid asch-Schaich Zayid, DMG Masǧid aš-Šaiḫ Zāyid) ist eine Moschee in Abu Dhabi, der Hauptstadt der Vereinigten Arabischen Emirate. Sie ist die größte Moschee in den Vereinigten Arabischen Emiraten und eine der größten der Welt. Daher ist auch unter den Einheimischen die Bezeichnung „Große Moschee“ üblich. Das Sakralbauwerk befindet sich auf einem rund 56 Hektar großen Grundstück am Südostende der Hauptinsel und ist benannt nach Emir Zayid bin Sultan Al Nahyan, einem Mitgründer und erstem Präsidenten der Vereinigten Arabischen Emirate, dessen Grab sich auf dem Gelände befindet. Das Bauwerk wurde im Monat Ramadan (September/Oktober) 2007 offiziell eröffnet.
In ihren Außenmaßen von 224 mal 174 Metern bietet die Moschee Platz für 40.000 Gläubige. Ihre vier Minarette messen eine Höhe von jeweils 107 Meter, die der Hauptkuppel über dem Gebetssaal 75 Meter. Mit einem Durchmesser von 32,2 Metern gilt sie nach der Camlica-Moschee in Istanbul als die zweitgrößte Moscheekuppel der Welt. Dem kompakten Zentralbau wurden am Rand über 40 kleinere Kuppeln aufgesetzt. Die Baukosten der Anlage beliefen sich auf 545 Millionen US-Dollar. Ihre umgebenden Parkplätze sind vergleichbar mit dem Parkraum eines Großstadions. Für den Bau wurde hochwertiges Material verwendet, unter anderem 15 verschiedene Marmorsorten (darunter Laaser Marmor) und auffällig viel Blattgold. Das Innere der Moschee ist mit einem 5627 Quadratmeter großen, handgeknüpften Teppich aus dem Iran ausgelegt. Er gilt als der weltweit größte seiner Art und ist 35 Tonnen schwer (ca. 24,5 Tonnen Wolle und 10,5 Tonnen Baumwolle).
Die Moschee schmücken zudem sieben Kronleuchter, die aus Deutschland importiert wurden. Sie bestehen aus vergoldetem Messing und Edelstahl und sind blumenförmig mit tausenden verschiedenfarbigen Swarovski-Kristallen besetzt. Als Lichtquelle dienen LEDs. Der größte der Kronleuchter wurde von der Firma Faustig aus München gebaut. Mit einem Durchmesser von zehn Metern und 15 Metern Höhe gilt er als größter Kronleuchter der Welt.